# Chondria nigricollis
Chondria nigricollis es una especie de coleóptero de la familia Endomychidae.

## Distribución geográfica
Habita en Vietnam.